# Dwight Merriman
Dwight Merriman, né le 5 août 1968, aux États-Unis, est un homme d'affaires et entrepreneur américain. Depuis 2018, il est également un pilote automobile amateur participant occasionnellement au championnat américain WeatherTech SportsCar Championship ainsi qu'aux 24 Heures du Mans,.

## Carrière professionnelle
Dwight Merriman est un dirigeant et entrepreneur Internet américain de la Silicon Alley à New York. Mieux connu pour avoir cofondé DoubleClick avec Kevin O'Connor (en) et avoir été son directeur technique pendant 10 ans, Dwight Merriman est actuellement le fondateur et président de MongoDB Inc..
DoubleClick a été vendu en 2005 pour 1,1 milliard de dollars à Hellman and Friedman LLC,  Dwight Merriman a démissionné de son poste de directeur technique peu de temps après. DoubleClick a été acquis par Google pour 3,1 milliards de dollars en mars 2008.
Après avoir quitté DoubleClick, Dwight Merriman, avec l'ancien PDG de DoubleClick, Kevin Ryan, a fondé AlleyCorp, un réseau de sociétés Internet affiliées, notamment MongoDB Inc., ShopWiki, Business Insider et Gilt Groupe.

## Carrière sportive
En 2020, Dwight Merriman s'est lancé dans le sport automobile et, avec l'écurie américaine Era Motorsport, s'est engagé dans le championnat américain WeatherTech SportsCar Championship aux mains d'une Oreca 07 dans la catégorie LMP2. Pour les 24 Heures de Daytona, il a été accompagné de Kyle Tilley, également team principal de l'écurie, de Ryan Lewis et de l'expérimenté Nicolas Minassian. Cette course s'est soldée par une 3e place dans la catégorie LMP2. Pour les deux manches suivantes, le Grand Prix automobile de Sebring et le Road Race Showcase, il a été accompagné par Kyle Tilley et comme pour la manche originale du championnat, il monta en deux occasions sur la 3e marche du podium. Pour les 6 Heures de Road Atlanta, Colin Braun a rejoint l'équipage, et la voiture a fini la course en 2e position. Ensuite, il s'est tourné vers les 24 Heures du Mans avec l'écurie française IDEC Sport. Malheureusement, Dwight Merriman a dû déclarer forfait à la suite d'une sortie de piste durant les essais libres lui occasionnant des douleurs au dos. Il a été remplacé par le pilote français Patrick Pilet. À la suite de cette blessure, l'écurie Era Motorsports a mis un terme a sa saison afin de préparer 2021.
En 2021, Dwight Merriman, toujours avec l'écurie américaine Era Motorsport, mais en partenariat avec la structure Jota Sport, s'est engagé dans le championnat Asian Le Mans Series. Fort de son expérience du championnat WeatherTech SportsCar Championship, il s'engage également pour une nouvelle saison dans ce championnat.

## Palmarès

### Résultats aux24 Heures du Mans
| Année | Écurie     | Copilotes                                       | Voiture         | Classe | Tours | Pos. | Class Pos. |
| ----- | ---------- | ----------------------------------------------- | --------------- | ------ | ----- | ---- | ---------- |
| 2020  | IDEC Sport | Patrick Pilet Kyle Tilley Jonathan Kennard (en) | Oreca 07-Gibson | LMP2   | 363   | 15e  | 11e        |

### Résultats aux24 Heures de Daytona
| Année | Écurie         | Copilotes                                 | Voiture         | Classe | Tours | Pos. | Class Pos. |
| ----- | -------------- | ----------------------------------------- | --------------- | ------ | ----- | ---- | ---------- |
| 2020  | Era Motorsport | Kyle Tilley Ryan Lewis Nic Minassian      | Oreca 07-Gibson | LMP2   | 800   | 11e  | 3e         |
| 2021  | Era Motorsport | Kyle Tilley Ryan Dalziel Paul-Loup Chatin | Oreca 07-Gibson | LMP2   | 787   | 6e   | 1re        |

### Résultats enWeatherTech SportsCar Championship
| Année | Écurie         | Châssis  | Moteur                     | Classe | 1     | 2     | 3      | 4     | 5   | 6     | 7     | 8        | Position | Points |
| ----- | -------------- | -------- | -------------------------- | ------ | ----- | ----- | ------ | ----- | --- | ----- | ----- | -------- | -------- | ------ |
| 2020  | Era Motorsport | Oreca 07 | Gibson GK428 4,2 l V8 Atmo | LMP2   | DAY 3 | SEB 3 | ELK 3  | ATL 2 | ATL | LGA   | SEB   |          | 92       | 5e     |
| 2021  | Era Motorsport | Oreca 07 | Gibson GK428 4,2 l V8 Atmo | LMP2   | DAY   | DAY   | SEB '2 | WGL 5 | WGL | ELK 1 | LGA 4 | ATL Abd. | 1620     | 4e     |
| 2021  | Era Motorsport | Oreca 07 | Gibson GK428 4,2 l V8 Atmo | LMP2   | Q 7   | C 1   | SEB '2 | WGL 5 | WGL | ELK 1 | LGA 4 | ATL Abd. | 1620     | 4e     |

### Résultats enAsian Le Mans Series
| Année | Écurie         | Châssis  | Moteur   | Classe                     | 1     | 2     | 3     | 4     | Position | Points |
| ----- | -------------- | -------- | -------- | -------------------------- | ----- | ----- | ----- | ----- | -------- | ------ |
| 2021  | Era Motorsport | Oreca 07 | Oreca 07 | Gibson GK428 4,2 l V8 Atmo | DUB 1 | DUB 1 | ABU 1 | ABU 1 | 1re      | 104    |